# Rockin' n' Reelin'
Rockin' n' Reelin' är en sång skriven av Ted Gärdestad och Kenneth Gärdestad, och framförd av Ted Gärdestad i den svenska Melodifestivalen 1975, där bidraget slutade på sjunde plats.
I februari 1975 släpptes den som A-sida till två av Ted Gärdestads singlar, med en version på svenska och en annan på engelska. Båda singlarna hade Gonna Make You My Angel (Jag ska fånga en ängel på engelska) som B-sida.
Melodin testades på Svensktoppen, där den låg i elva veckor under perioden 6 april-15 juni 1975, med femteplats som högsta placering .
1975 spelade musikern Nils Dacke in låten på Nils Dacke spelar partyorgel (3) .
Den spelades även in av Bingos på Svenska festivalmelodierna -75 . Inspelningar finns också av Collands orkester 1999 på albumet Stanna kvar , samt av Lasse Stefanz på samlingsalbumet Det här är bara början 2004 .